# フレディ/エディ
『フレディ/エディ』（Freddy/Eddy）は2016年のドイツのスリラー映画。
ティーン・テルマン監督の長編デビュー作で、出演はフェリックス・シェーファーとジェシカ・シュヴァルツなど。
孤独な画家が目の前に現れた自分と瓜二つの男が実在するのか妄想なのか苦悩する姿を描いている。
2016年10月26日にホーフ国際映画祭で初上映され、2018年2月1日に本国ドイツで一般上映された。
日本では劇場公開されず、2019年5月22日からDVDがゲオで先行レンタルされた他、WOWOWで2019年11月5日に放映された。

## キャスト
- フレディ: フェリックス・シェーファー（ドイツ語版） - 有名画家。
- エディ: フェリックス・シェーファー - フレディと瓜二つの男。
- パウラ: ジェシカ・シュヴァルツ（ドイツ語版） - フレディの隣人。
- ミツィ: グレタ・ボアチェク（ドイツ語版） - パウラの娘。
- ダフィット: アレクサンダー・フィンケンヴィルト（ドイツ語版） - フレディの父親違いの弟。研修医。
- ヴァイス博士: ブルクハルト・クラウスナー - フレディの主治医。
- カルロッタ: カタリーナ・シュットラー（ドイツ語版） - 画商。
- クリシュナ: ロベルト・シュタットローバー - ザンドラの恋人。
- ザンドラ: アナ・ウンテルベルゲル（ドイツ語版） - フレディの妻。

## 製作
撮影は2015年2月18日から同年3月29日にベルリンとテーゲルンゼーで行われた。

## 作品の評価
2016年10月に開催されたホーフ国際映画祭において監督のティーン・テルマンが若手の新人監督に贈られるハインツ ・バーデヴィッツ映画賞を受賞している他、様々な映画賞を受賞している。